# Astragalus cremnophylax
Espèce
Astragalus cremnophylax est une espèce de plantes à fleurs de la famille des Fabaceae. Elle est originaire des États-Unis.

## Description
Cette astragale est une plante buissonnante pérenne. 

## Répartition et habitat
Elle pousse aux États-Unis, plus précisément en Arizona, où elle est endémique. On ne la trouve que dans trois zones bien précises, chacune présentant une variété particulière :
- A. cremnophylax var. cremnophylax - Grand Canyon du Colorado
- A. cremnophylax var. myriorrhaphis - Buckskin Mountains
- A. cremnophylax var. hevronii - Marble Canyon